# (29644) 1998 VA33
(29644) 1998 VA33 est un astéroïde de la ceinture principale d'astéroïdes découvert en 1998.

## Description
(29644) 1998 VA33 a été découvert le 11 novembre 1998 à Chichibu, dans la préfecture de Saitama, au Japon, par Naoto Satō.

### Caractéristiques orbitales
L'orbite de cet astéroïde est caractérisée par un demi-grand axe de 2,37 ua, un périhélie de 1,99 ua, une excentricité de 0,16 et une inclinaison de 1,30° par rapport à l'écliptique. Du fait de ces caractéristiques, à savoir un demi-grand axe compris entre 2 et 3,2 ua et un périhélie supérieur à 1,666 ua, il est classé, selon la JPL Small-Body Database, comme objet de la ceinture principale d'astéroïdes.

### Caractéristiques physiques
(29644) 1998 VA33 a une magnitude absolue (H) de 15,2 et un albédo estimé à 0,218.